# Journey to the Center of the Earth
Journey to the Center of the Earth (укр. Подорож до центру Землі) — відеогра в жанрі point-and-click 2003 року, яка розроблена компанією Micro Application і Frogwares та випущена Frogwares 16 жовтня 2003 року. У Сполучених Штатах Америки відеогру поширено компанією Viva Media. Проєкт було засновано на однойменному романі французького фантаста Жуля Верна.

## Сюжет
Рішуча фотожурналістка, на ім'я Аріана, стикається з найбільшою сенсацією. Раптовий обвал під час знімання для туристичного журналу в Ісландії змінює все її життя.

## Огляди
Jeux Video вважають, що гра є «самобутньою та цікавою» та дає гравцеві можливість поринути у «казковий підземний світ», описаний Жулем Верном у його романі. IGN назвали її «пристойною відеогрою», попри те, що цінник невеликий, однак розкритикували «незручний інтерфейс і складні головоломки». GameSpy похвалили головоломки та сюжет, на відміну від інтерфейсу. Adventure Gamers оцінили гру на 8/10, а Four Fat Chicks — на 10/10, вказавши: «Якби це було книгою, я б її радо прочитав».